# Эль-Хади, Ларби
Ларби Эль-Хади (фр. Larbi El Hadi; род. 27 мая 1961, Алжир) — алжирский футболист, играл на позиции вратаря.
Ларби Эль-Хади принимал участие на Чемпионате мира 1986 года в составе сборной Алжира: в матче против Испании, в котором он вышел на замену на 20-й минуте и пропустил 2 мяча, а также отыграл полный матч против сборной Северной Ирландии, пропустив от неё 1 гол.

## Достижения

### Со сборной Алжира
- Участник Чемпионата мира 1986 года в Мексике
- Победитель Кубка африканских наций 1990 года в Алжире